# Wikiloc
Wikiloc és una mashup gratuïta on es poden emmagatzemar i compartir rutes a l'aire lliure georeferenciades (especialment amb GPS) i punts d'interès (waypoints) de tot el món. Les rutes pertanyen a diferents categories segons el desplaçament, destacant senderisme, ciclisme i multitud d'activitats més. Wikiloc s'ofereix en diversos idiomes. Les rutes es mostren sobre mapes de Google Maps, OpenStreetMap i altres cartogràfics. El servei està disponible a Google Earth com una capa i té aplicacions mòbils per iPhone i Android. Incorpora una opció prèmium que permet enviar rutes a un rellotge intel·ligent o consultar mapes en 3D.

## Història
Wikiloc va ser creada l'any 2006 pel català Jordi Ramot. Aquest mateix any Google Maps Espanya va premiar Wikiloc com a millor mashup. L'any 2008 va aconseguir un acord amb Google per mostrar les rutes com una capa per defecte a Google Earth. L'any 2009 va ser guanyadora del Desafiament de Geoturisme de National Geographic i Ashoka Changemakers. L'any 2011 va crear l'aplicació per a telèfons iPhone i el 2012 per Android. L'any 2013 va ser premiada per la Societat Geogràfica Espanyola. També va ser designada Guanyadora del Concurs del Dia d'Internet, categoria d'esports, a més a més de ser Top App en les compres en iTunes en la categoria de navegació a Espanya. L'any 2015 s'hi va afegir la possibilitat de descarregar mapes topogràfics fora de línia per a l'aplicació.
L'estiu de 2024 l'aplicació va superar els 15 milions d'usuaris (sumant-ne 8 milions en els 8 anys precedents), 54 milions de rutes i 80 disciplines diferents, i es trobava en ple procés d'internacionalització, amb més de 4 milions de rutes a països com Itàlia i Brasil. El 40% de les accions estaven en mans del fons Miura Partners.